# Instrument musical elèctric

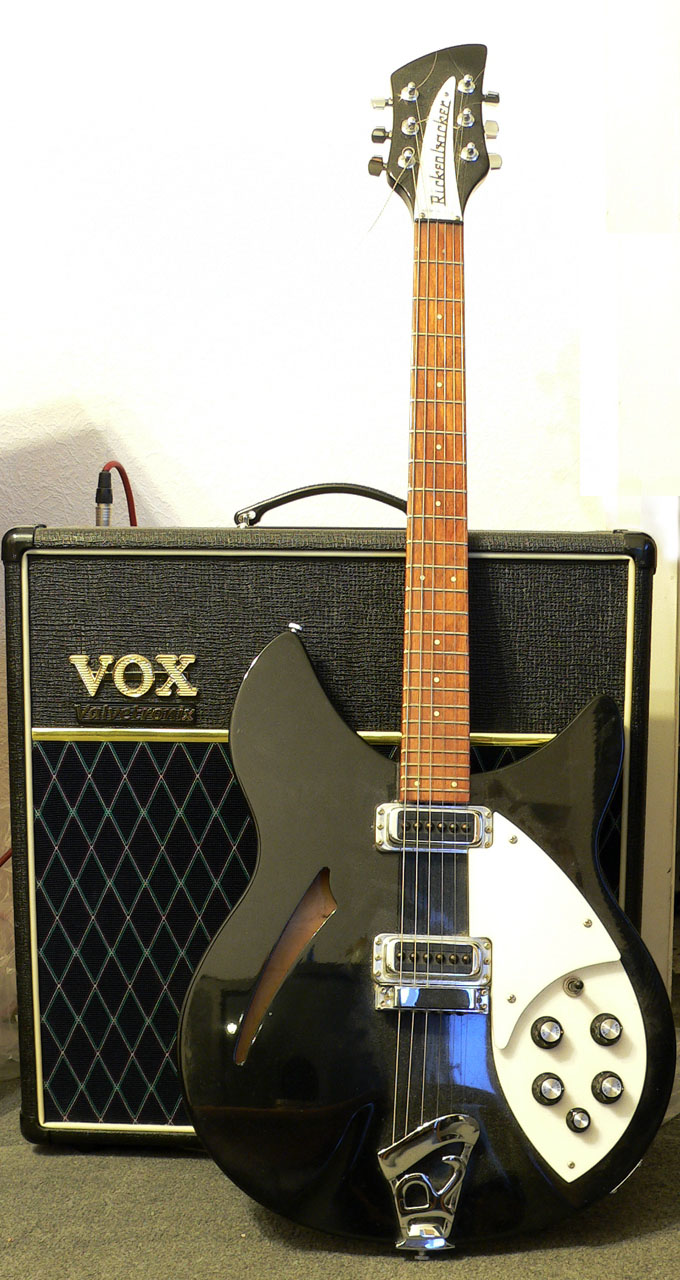
La Rickenbacker de la foto és una guitarra elèctrica, és a dir, un electròfon de la tipologia dels instruments musicals elèctrics

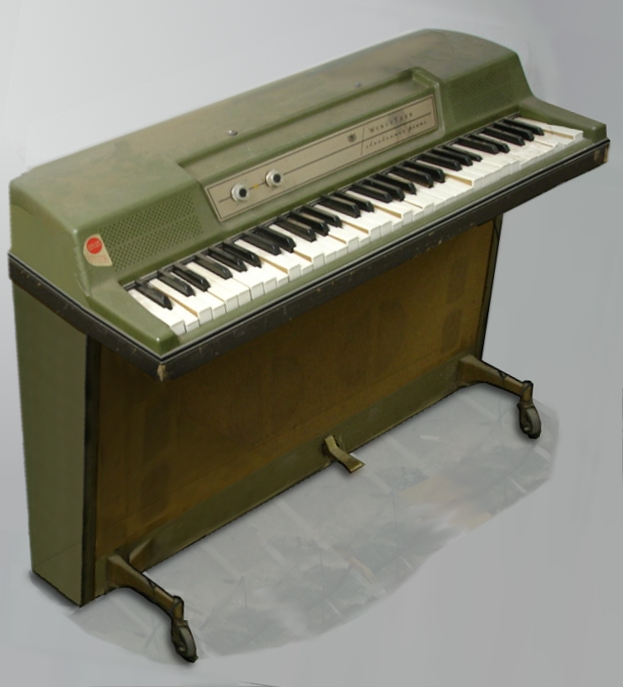
El Wurlitzer 206A és un piano elèctric, és a dir, un electròfon de la tipologia dels instruments musicals elèctrics

Un instrument musical elèctric és aquell en què l'ús de dispositius elèctrics determina o afecta el so produït per un instrument. Els instruments musicals elèctrics són un exemple de tecnologia de música elèctrica. També es coneix com a instrument musical amplificat a causa de l'ús comú d'un amplificador d'instruments electrònics per projectar el so previst segons els senyals elèctrics de l'instrument. Dos tipus habituals d'amplificadors d'instruments són l'amplificador de guitarra i l'amplificador de baixos.
La majoria dels instruments musicals elèctrics o amplificats són versions elèctriques de cordòfons (incloent pianos, guitarres i violins). Alguns dels instruments elèctrics més utilitzats són la guitarra elèctrica, el baix elèctric i el piano elèctric. D'altres instruments musicals elèctrics són:
- Banjo elèctric, amplificació electrificada de banjo.
- Clavinet, amplificació electrificada de clavicordi.
- Mandolina elèctrica, amplificació electrificada de mandolina.
- Orgue Hammond és un instrument musical elèctric, cosa diferent és l'Orgue electrònic.

## Distinció entre instrument musical elèctric i instrument musical electrònic
Els instruments musicals elèctrics, així com els instruments musicals electrònics són considerats segons la classificació de Hornbostel-Sachs com a instruments musicals de tipus electròfon. Tanmateix, un instrument musical electrònic, com ho és per exemple un sintetitzador, que utilitza per complet mitjans electrònics per crear i controlar el so no és el mateix que un instrument musical elèctric.